# Чагозеро (озеро, Карелия)
Чагозеро — озеро на территории Сумпосадского сельского поселения Беломорского района Республики Карелии.

## Общие сведения
Площадь озера — 1 км², площадь водосборного бассейна — 22,5 км². Располагается на высоте 59,5 метров над уровнем моря.
Форма озера лопастная, продолговатая: вытянуто с юго-запада на северо-восток. Берега сильно изрезанные, каменисто-песчаные.
В юго-западную оконечность озера впадает водоток без названия, несущий воды из озёр Мостового, Кедрозера, Щучьего и некоторых других безымянных ламбин.
Из северо-восточной оконечности озера вытекает река Пяла, втекающая в реку Колежму, впадающую в Онежскую губу Белого моря (Поморский берег).
В озере около десятка безымянных островов различной площади, однако их количество может варьироваться в зависимости от уровня воды.
Код объекта в государственном водном реестре — 02020001411102000009087.